# Piume e paillettes
Piume e paillettes (Plumas e paetês) è una telenovela brasiliana prodotta da TV Globo, trasmessa in Brasile dall'8 settembre 1980 al 25 aprile 1981 in 185 episodi. Scritta da Cassiano Gabus Mendes (sostituito poi da Silvio de Abreu), diretta da Jardel Mello e Mário Márcio Bandarra con la supervisione di Gonzaga Blota. In Italia è stata trasmessa nel 1985 da Rete 4 e, successivamente, da reti locali.

## Trama
Piume e paillettes è ambientata a San Paolo e, per alcuni eventi, a Belo Horizonte. Le storie raccontate sono molteplici e si sviluppano attorno alla vicenda principale di Marcella.
Marcella sta viaggiando con due amici, Osmar e Giulia, quando in un incidente rimane l'unica sopravvissuta e all'ospedale viene scambiata per la “fidanzata di Osmar”, la cui identità non era nota alla famiglia di lui. Marcella asseconda questa erronea identificazione ed inizia una seconda vita nella casa dalle famiglia di Osmar, accolta affettuosamente da Gustavo, il padre, e da Edgardo e Melina, i due fratelli del giovane morto. Bruna, la madre, donna dura e fredda, è invece molto diffidente nei confronti della ragazza. 
Marcella è incinta e decide di mentire asserendo che la nascitura è figlia di Osmar. Ciò rafforza la simpatia di Gustavo per Marcella. Edgardo pone fine al fidanzamento con Claudia. Nasce la bambina di Marcella, Paolina, chiamata così in onore del suo vero padre, Paolo, un giovane che la donna aveva conosciuto a Belo Horizonte.
Edgardo rompe anche la relazione che aveva con Luisa, un'ex modella divenuta direttrice di una maison di alta moda, di proprietà dello stesso Edgardo. Luisa inizia allora a frequentare un altro uomo, il quale le confida di aver conosciuto una donna assai rassomigliante a Marcella, di nome Roselì, ballerina alla "Bocca del tunnel", un night club di Belo Horizonte. Luisa prende sul serio questa pista, si reca nella capitale del Minas, e scopre che Marcella e Roselì sono effettivamente la stessa persona. Decide di ricattare la giovane rivale, per imporle di rinunciare alle nozze con Edgardo.
Intanto scorrono le storie parallele. Marcella va a vivere con tre modelle: Dorinha, Amanda e Veroca. Quest'ultima è invaghita di Giorgino, un sedicente latin lover, che è invece segretamente innamorato di Nadir, la sorella minore di Amanda, e figlio di Rebecca, la proprietaria della fabbrica di vestiti per la quale lavorano le modelle. Amanda ha un altro fratello, Angelo, che passa da una fidanzata all'altra: prima Sandra, poi Lidia, poi Claudia, e infine, nuovamente Lidia.
Lidia è la sorella di Renato, il fidanzato di Amanda, il quale è un giramondo irresponsabile. Quando Renato torna, Marcella scopre che si tratta del Paolo da cui ha avuto Paolina. Renato lascia Amanda nonostante la ragazza sia profondamente innamorata di lui. Marcella scopre di non amare più Renato ma di volere Edgardo.
Molte coppie si formano e si allontanano: Rebecca, madre di Giorgino, corteggiata da due suoi dipendenti, il direttore Marzio e il sorvegliante Gino; Bianca, sorella di Gino, che flirta con Marzio; Kurlan, il nipote della governante di Rebecca, che esce sia con Claudia che con Melina. Esilaranti sono le gag nella famiglia di Nadir, tra i genitori di lei, Clovis e Zenir, e il sacerdote amico, padre Clodovil. Assurda è la vicenda di Giorgino, che si rivela non aver minimamente le capacità amatorie tanto decantate dalle modelle (pagate per testimoniare di aver avuto una storia con lui).
La storia di Marcella si chiude tragicamente: dopo aver confessato di non essere la donna di Osmar e che Paolina è figlia di Renato, fugge in auto ma ha un grave incidente e muore in ospedale, non riuscendo a dire a Renato che è sua volontà che la loro bambina rimanga con gli pseudo-nonni. Dopo il funerale di Marcella, Renato, convinto da Amanda, decide di sposarla e di lasciare la bambina a Gustavo e Bruna.

## Colonna sonora

### Edizione italiana
La sigla iniziale  di questa telenovela è Smettila, cantata da Jim Porto.
La sigla finale in Italia, Angeli, è  cantata da Sergio Leonardi.